# Impedancia característica

Impedancia característica de una línea de transmisión

Modelo equivalente de una línea de transmisión

Se denomina impedancia característica de una línea de transmisión a la relación existente entre la diferencia de potencial aplicada y la corriente absorbida por la línea en el caso hipotético de que esta tenga una longitud infinita, o cuando aún siendo finita no existen reflexiones. 
En el caso de líneas reales, se cumple que su impedancia permanece inalterable cuando son cargadas con elementos, generadores o receptores, cuya impedancia es igual a la impedancia característica.
La impedancia característica es independiente de la longitud de la línea. Para una línea sin pérdidas, esta será asimismo independiente de la frecuencia de la tensión aplicada, por lo que esta aparecerá como una carga resistiva y no se producirán reflexiones  por desadaptación de impedancias, cuando se conecte a ella un generador con impedancia igual a su impedancia característica.
De la misma forma, en el otro extremo de la línea esta aparecerá como un generador con impedancia interna resistiva y la transferencia de energía será máxima cuando se le conecte un receptor de su misma impedancia característica.
No se oculta, por tanto, la importancia de que todos los elementos que componen un sistema de transmisión presenten en las partes conectadas a la línea impedancias idénticas a la impedancia característica de esta, para que no existan ondas reflejadas y el rendimiento del conjunto sea máximo.
La impedancia característica de una línea de transmisión depende de los denominados parámetros primarios de ella misma que son: resistencia, capacitancia, inductancia y conductancia (inversa de la resistencia de aislamiento entre los conductores que forman la línea).
La fórmula que relaciona los anteriores parámetros y que determina la impedancia característica de la línea es:

{\displaystyle {Z_{0}}={\sqrt {\frac {R+j\cdot L\omega }{G+j\cdot C\omega }}}}

donde:
Z0 es la impedancia característica en ohmios,
R es la resistencia de la línea en ohmios por unidad de longitud,
C es la capacitancia de la línea en faradios por unidad de longitud,
L es la inductancia de la línea en henrios por unidad de longitud,
G es la conductancia del dieléctrico en siemens por unidad de longitud,
ω es la frecuencia angular = 2πf, siendo f la frecuencia en hercios,
j es la unidad imaginaria
- Datos: Q1164612